# Ga Bang Chak BTS

Bảng hiệu nhà ga Bang Chak

Ga Bang Chak (tiếng Thái: สถานีบางจาก, phát âm [sā.tʰǎː.nīː bāːŋ t͡ɕàːk]) là một ga BTS Skytrain, trên Tuyến Sukhumvit ở quận Phra Khanong, Bangkok, Thái Lan.
Mở cửa năm 2011, nó làm một phần mở rộng của Skytrain từ Ga On Nut đến Bearing.